# Gundam (seria)
Gundam (jap. ガンダム Gandamu) – anime przedstawiające ogromne roboty. Gundam jest wspólną nazwą stosowaną do wielu niezależnych serii w kilku alternatywnych światach przedstawionych (ang. timeline). Powstały również gry wideo (np. Dynasty Warriors Gundam), mangi i powieści osadzone w tych światach, zarówno powtarzające fabułę anime, jak i opowiadające całkowicie odrębne historie. W Polsce dostępna jest manga Gundam Wing.

## Pomysł
Oryginalny Mobile Suit Gundam powstał głównie dzięki Yoshiyuki Tomino oraz zmieniającej się grupie twórców z firmy Sunrise Inc., występujących pod wspólnym pseudonimem „Hajime Yatate”.
Podczas wstępnej fazy seria była zatytułowana Freedom Fighter Gunboy lub po prostu Gunboy (chłopiec z karabinem), ze względu na to, że tytułowy robot był uzbrojony w karabin, a seria była skierowana do chłopców. W tej fazie wiele nazw odnosiło się do wolności (ang. freedom), np. Biała Baza (ang. White Base) początkowo nazywała się Forteca Wolności (ang. Freedom's Fortress). Zespół Yatate połączył angielskie słowo gun z ostatnią sylabą słowa freedom tworząc słowo Gundom. Tomino przekształcił to w obecną formę Gundam, sugerując że symbolizuje ona, że siła karabinu (gun) powstrzymuje wrogów podobnie jak tama (dam) powstrzymuje powódź.
Gundam jak wiele innych „mobile suits” (ruchomych kombinezonów) pojawiających się w serialu, Gundam jest zwykle sterowany z kokpitu umieszczonego w torsie, podczas gdy kamera przekazująca widok otoczenia jest umieszczona w okolicach głowy. Chociaż Gundamy z poszczególnych serii często nie mają ze sobą nic wspólnego poza nazwą, większość z nich zachowuje kilka podstawowych cech, takich jak humanoidalny kształt, charakterystyczny hełm, białe ubarwienie (czasem z czerwonymi, niebieskimi i złotymi fragmentami) oraz znaczna przewaga technologiczna nad innymi kombinezonami bojowymi (ang. mobile suits).

## Nowości
Gundam uważa się za punkt zwrotny w historii mangi i anime, przypisując mu zapoczątkowanie gatunku Real Robot (prawdziwe roboty). Gatunek Real Robots różni się poprzedzającego go gatunku Super Robot stylistyką i budową fabuły. Projekty robotów i broni usiłują być realistyczne, zmienia się ich rola i wydzwięk etyczny. Wcześniejszym projektem Tomino, w którym rozwijały się te pomysły, był Zambot 3.
Głównym tematem poruszanym przez większość serii Gundam (z wyjątkiem G Gundam i uniwersum Gundam Build Fighters) jest surowy opis okropności wojny. Wszystkie maszyny, także Gundamy, są przedstawione realistycznie: kończy im się energia i amunicja, wymagają odpowiedniego oprogramowania, ulegają uszkodzeniom i psują się jak każda inna maszyna. Technologia, przynajmniej ta w świecie Universal Century, jest praktyczna i wywodzi się z istniejącej nauki (punkty Lagrange'a w przestrzeni, cylinder O’Neilla jako środowisko do życia i produkcja energii z helu 3 (fizyka Minovsky’ego).
Narracja skupia się na emocjach bohaterów, zwykle wplątanych w konflikt nie z własnego wyboru i stawiających czoła śmierci, zniszczeniu i nieludzkim czynom. Z kilkoma wyjątkami nie występują postacie całkowicie dobre lub złe, każdy ma swoje motywy. Polityka zawsze pojawia się w tle, jak w prawdziwych wojnach. Gundam przedstawia również konkretne problemy z rzeczywistego świata i określone idee polityczne.
Większość historii jest ułożonych według wzorca dorastanie. Główny bohater (czasem także jego główny przeciwnik), a także większość osobowości, punktów widzenia i działań mogą się znacznie zmienić w miarę rozwoju akcji. Sprawia to, że intryga staje się bardziej rzeczywista. We wczesnych seriach typu Super Robot bohaterowie zachowywali się najczęściej w ten sam przewidywalny sposób we wszystkich odcinkach. W różnych seriach Gundam osobowości bohaterów i ich działania zmieniają się w odpowiedzi na rozgrywające się wokół nich wydarzenia (przykład to wpływ wydarzeń serii na osobowości dwóch rywali Amuro Raya i Chara Aznable).

## Uniwersa Gundama (timelines)

### Wiek Kosmiczny
Najbardziej znanym i rozbudowanym uniwersum Gundama jest Wiek Kosmiczny (Universal Century – UC). To właśnie w tym świecie rozgrywa się akcja, rozpoczynającego całą serię, pierwszego serialu telewizyjnego. Świat ten na przestrzeni ponad trzydziestu lat od swojego powstania (1979) doczekał się kilku seriali, filmów pełnometrażowych, książek, komiksów, artbooków, albumów i gier video. Serial Victory Gundam rozgrywa się w odległym czasie  (153 UC) i nie pojawiają się postaci i wydarzenia znane z poprzednich serii takich jak np. Gundam Z (mimo to w mandze występuje podstarzały Judau Ashita- główny bohater Gundama ZZ). Rok zerowy to data utworzenia pierwszej kolonii kosmicznej (2046 rok kalendarza gregoriańskiego).
- Kidō Senshi Gundam – serial: 1979; film kompilujący: 1981/1982
- Kidō Senshi Zeta Gundam – serial: 1985; film kompilujący: 2005−2006
- Kidō Senshi Gundam ZZ – serial: 1986
- Mobile Suit Gundam: Odwet Chara – film: 1988
- Kidō Senshi Gundam 0080: Pocket no Naka no sensō – OVA: 1989
- Kidō Senshi Gundam F91 – film: 1991
- Kidō Senshi Gundam 0083: Stardust Memory – OVA: 1991; film kompilujący: 1992
- Kidō Senshi Victory Gundam – serial: 1993
- Kidō Senshi Gundam: Dai 08MS shōtai – OVA: 1996, film kompilujący: 1998
- Gundam the Ride: A Baoa Qu – film dla parku rozrywki: 2000*
- G-Saviour – film fabularny TV: 2000
- Gandamu shin taiken 0087: Green Divers – film: 2001
- Kidō Senshi Gundam MS IGLOO – OVA (w całości stworzone przy użyciu grafiki komputerowej): 2004 (The Hidden One Year War); 2006 (Apocalypse 0079); 2008–2009 (Gravity of the Battlefront)
- Kidō Senshi Gundam Unicorn – OVA: 2010–2014
- Gundam G no Reconguista – serial: 2014–2015 (akcja dzieje się w Regild Century – epoce, która nastąpiła po Universal Century)
- Kidō Senshi Gundam: The Origin – OVA: 2015-trwa
- Kidō Senshi Gundam Thunderbolt – serial internetowy: 2015–2016; drugi sezon: 2017
- Kidō Senshi Gundam Unicorn RE:0096 – serial: 2016; adaptacja OVA
- Kidō Senshi Mobile Suit Gundam Twilight AXIS – serial internetowy: 2017

W świecie UC Gundam to nazwa pierwszego eksperymentalnego, uniwersalnego kombinezonu bojowego (ang. mobile suit) zaprojektowanego i zbudowanego przez Federację Ziemską. Dysponuje on możliwościami i siłą ognia przewyższającą standardowe, seryjnie produkowane kombinezony bojowe. W późniejszym czasie jego konstrukcja jest punktem wyjściowym, przy projektowaniu i budowie jego następców, kombinezonów bojowych takich jak np. RX-178 Gundam Mk.II, MSZ-004 Zeta Gundam itp.

### Future Century
W uniwersum Future Century (pol. „Wiek Przyszłości” – tłumaczenie nieoficjalne) Ziemia jest niemal całkowicie wyludniona po tym jak większość populacji wyemigrowała w kosmos, przenosząc się do otaczających planetę kolonii (nazywanych od nazwy kraju którego populacja zamieszkuje daną kolonię z przedrostkiem „Neo”, np. Neo Japonia). Aby rozwiązać kwestię wyboru nadrzędnej władzy, co cztery lata organizowany jest turniej Gundam Tournament w którym każda kolonia wystawia własnego pilota i jego Gundama, stającego do walki z przedstawicielami innych narodów. Kraj, którego pilot zwycięża turniej, zyskuje prawo do władania pozostałymi koloniami do czasu następnego turnieju. Ze względu na motyw przewodni i projekty mechaniczne występujące w serii, jest to najbliższe gatunkowi Super Robot uniwersum metaserii Gundam.
- Kidō Butōden G Gundam – serial: 1994

### Po Kolonizacji
Po angielsku zwane After Colony (AC). Rok zerowy jest tutaj datą rozpoczęcia budowy pierwszych pozaziemskich kolonii kosmicznych.
- Gundam Wing: Episode Zero – manga
- Kombinezon bojowy Gundam Wing – serial telewizyjny (49 odcinków): 1995, OVA: 1996, manga
- Kombinezon bojowy Gundam Wing: G-Unit – manga
- Battlefield of Pacifists – manga
- Walc bez końca – OVA: 1997, film kompilujący: 1998, manga

W świecie AC słowo Gundam odnosi się do kombinezonów bojowych (ang. mobile suit) wykonanych ze specjalnego materiału nazywanego Gundamium, który może być wydobywany i przetwarzany jedynie w kosmosie. Ten materiał sprawia, że Gundamy są praktycznie niezniszczalne. Każdy z Gundamów ma swoją nazwę odnoszącą się do jego właściwości lub pochodzenia: Wing Gundam, Gundam Heavyarms, Sandrock Gundam, Gundam Deathscythe lub Shenlong Gundam.

### After War
Po polsku Po wojnie (tłumaczenie nieoficjalne). Rok zero to data zakończenia VII Wojny Kosmicznej (wskutek której śmierć poniosło prawie 99% ludzkiej populacji) pomiędzy Ziemią a jej zbuntowanymi koloniami. Niektórzy fani sądzą, że jest to odległy okres Universal Century, ponieważ podobnie jak w UC, w AW występują ludzie sklasyfikowani jako Newtype'y, a Gundamy są wykonane ze stopu Gundamium.
- Kidō Shinseiki Gundam X – serial (39 odcinków): 1996
- Gundam X: Under the Moonlight – manga

### Właściwy Wiek
Po japońsku Seireki (正歴, w skrócie CC). Przez fanów tłumaczone często jako Correct Century. CC jest przewidziane jako odległa przyszłość dla wszystkich poprzednich systemów rachuby czasu. Nazwa rachuby jest grą słów- japońskie słowo seireki (西暦) oznacza naszą erę.
- Turn A Gundam lub ∀ Gundam – serial (50 odcinków): 1999, filmy kompilujące: 2002

### Era Kosmiczna
Po angielsku Cosmic Era' (CE). Podobnie jak w uniwersach UC i AC rok zero w kalendarzu CE to data budowy pierwszej pozaziemskiej kolonii.
- Mobile Suit Gundam Seed – serial (50 odcinków): 2002
- Gundam Seed: Special Edition – 3 filmy kompilujące: 2004
- Gundam Seed Destiny – serial (50 odcinków) z dodatkiem OVA (rozszerzona wersja ostatniego odcinka), kontynuacja Gundam Seed: 2004
- Gundam Seed Destiny: Special Edition – 4 filmy kompilujące: 2006–2007
- Gundam Seed C.E. 73: Stargazer – 3 odcinki ONA, historia poboczna do Gundam Seed Destiny: 2006
- Gundam Seed Astray – manga, historia poboczna dla Gundam Seed
- Gundam Seed Destiny Astray – manga, historia poboczna dla Gundam Seed Destiny
- Gundam Seed C.E. 73 Δ Astray – manga, kontynuacja Gundam Seed Destiny Astray. Łączy się również z Mobile Suit Gundam Seed C.E. 73: Stargazer

W świecie Ery Kosmicznej słowo Gundam nigdy nie występuje w sposób oficjalny, jednak wiele kombinezonów bojowych (mobile suit) posiada cechy Gundamów z innych serii. Każdy z nich korzysta z systemu operacyjnego o skomplikowanej nazwie, która zawsze może być skrócona do G.U.N.D.A.M., co jest nieformalnym nawiązaniem do tradycji. Niektóre postacie (w szczególności Kira Yamato i jego przyjaciele) używają słowa Gundam w stosunku do tych maszyn, zamiennie z ich właściwymi nazwami.

### Rok Pański
Gundam 00 jest pierwszą serią rozgrywającą się w świecie używającym współczesnego kalendarza gregoriańskiego (Anno Domini, AD). Akcja pierwszego sezonu rozpoczyna się w roku 2307, drugi zaś ma miejsce w 2312.
- Gundam 00 – serial: 2007
- Gundam 00 – Seria II – serial: 2008
- Gundam 00 Movie: A Wakening of the Trailblazer – film: 2010

### Zaawansowana Generacja
Po angielsku Advanced Generation (AG). Rok zerowy to rozpoczęcie kolonizacji Marsa. W tym czasie rozgrywa się najdłuższa wojna ze wszystkich dotychczasowych całej sagi- trwa blisko 100 lat. Seria Gundam AGE jest podzielona na trzy części, w każdej do walki staje jeden członek rodu Asuno.
- Kidō Senshi Gundam AGE – serial 2011.

### Budowniczy Wojownicy
Akcja serialu dzieje się przyszłości „naszego” świata, w którym Gundamy są tylko zwykłymi anime. Po wynalezieniu „cząsteczek Plavsky’ego” reagujących na plastik popularne stały się w latach 40. XXI wieku pojedynki Gunpla – modeli mechów z różnych seriali Gundam. Corocznie organizowany jest turniej o najlepszego zawodnika/zespół na świecie.
W serialach tej linii czasowej pojawiają się przerobione projekty robotów z innych wcześniej powstałych animacji Gundam.
- Gundam Build Fighters – serial: 2013–2014
- Gundam Build Fighters Try – serial: 2014–2015
- Gundam Build Fighters A – manga opowiadająca o dzieciństwie Tatsuyiego Yuuki
- Gundam Build Fighters Try Island Wars – odcinek specjalny: 2016
- Gundam Build Fighters: Battlogue – odcinek specjalny: 2017
- Gundam Build Fighters: GM's Counterattack – odcinek specjalny: 2017

### Po Katastrofie
Punktem początkowym kalendarza jest zakończenie „Nieszczęsnej Wojny”, która doprowadziła do znacznego wyniszczenia Ziemi i Marsa (w tym uniwersum jego warunki klimatyczne zostały przystosowane do życia ludzkiego). Istnieje drobna przesłanka, że może być to odległa przyszłość świata Wieku Kosmicznego.
- Kidō Senshi Gundam: Tekketsu no Orphans – serial: 2015–2016
- Kidō Senshi Gundam: Tekketsu no Orphans sezon 2 – serial: 2016–2017

### Super Deformed Gundam
Super Deformed Gundam to seria parodii metaświata Gundam. Poszczególne historie są najczęściej zupełnie odrębne i niekoniecznie zgodne z pozostałymi lub z oryginalnymi seriami.
- filmy: 1988, 1989, 1991, 1993
- OVA: 1988, 1990
- telewizja: 1993